# Bartolomeo Caporali
Pour les articles homonymes, voir Caporali.
Bartolomeo Caporali (né v. 1420 à Pérouse (Ombrie), mort v. 1505 dans cette même ville), est un peintre italien de la première et de la haute Renaissance, actif au XVe  et au tout début du XVIe siècle.

## Biographie
Bartolomeo Caporali est le père de Giovanni Battista Caporali.

## Œuvres
- Vierge, enfant et anges (1477-1479), Galleria Nazionale dell'Umbria, Pérouse.
- Vierge, enfant avec saints, anges et un donateur, National Gallery, Londres.,
- Saint Nicolas, saint Laurent, saint Pierre martyr et saint Antoine de Padoue, musée de l'Ermitage, Saint-Pétersbourg.
- Saint François d'Assise, saint Herculan, saint Luc et l'apôtre Jacob le vieux, Ermitage, Saint-Pétersbourg.
- Vierge, enfant avec anges (1459), Galerie des Offices, Florence.
- Annonciation du triptyque de Bonfigli (1467-1468), église San Domenico, Pérouse.
- Pietà (1486), cathédrale de Pérouse.
- Vierge et saints (1487), église de Santa Maria Maddalena, Castiglione del Lago.